# Xynobius rudis
Xynobius rudis är en stekelart som först beskrevs av Wesmael 1835.  Xynobius rudis ingår i släktet Xynobius och familjen bracksteklar. Arten är reproducerande i Sverige. Inga underarter finns listade i Catalogue of Life.